# 白云湖车辆段
白云湖车辆段是广州地铁8号线所属的车辆基地，位于中国广东省广州市白云区广清高速鸦岗南大道交汇处（朝阳立交）东南侧地塊。
車輛段與滘心站接軌，而車輛段以東400米即為亭崗站。

## 概况
白云湖车辆段总建筑面积28.3万平方米，主要承担8号线地铁运营列车的停放、清洗、日常检查保养和维修的功能。
另外，车辆段下方为湖滨南路行车隧道。车辆段亦建有地铁车辆段上盖小区品实·云湖花城。

## 历史
- 2013年5月，车辆段正式开工建设。[2]
- 2020年3月21日，白雲湖車輛段三權移交。[4]
- 2020年8月15日，因应赤沙车辆段改造，8号线的收發車和維保作業迁移至本車輛段。[5]